# أنيست أدجاموسي
أنيست أدجامونسي (15 مارس 1984 في بورتو نوفو) (بالفرنسية: Anicet Adjamossi)‏ لاعب كرة قدم بنيني يلعب حاليا في نادي الدرجة الثالثة راسينغ فيرول الإسباني منذ سنة 2008 حيث يجيد اللعب في خط الدفاع .
لعب أدجامونسي في أندية بوردو الفرنسي (2001-2004) باو الفرنسي (2004-2005) إنتينت الفرنسي (2005-2006) إستر الفرنسي (2006-2007) كريتيل الفرنسي (2007-2008) .
شارك أدجامونسي مع منتخب بنين في بطولة كأس الأمم الأفريقية لكرة القدم 2008 التي أقيمت في غانا واحتل فيها منتخب بلاده المركز الرابع والأخير في مجموعته بالدور الأول .

## روابط خارجية
- أنيست أدجاموسي على موقع قاعدة بيانات كرة القدم.إي يو (الإنجليزية)
- أنيست أدجاموسي على موقع بيانات كرة القدم. دي إي (الألمانية)
- أنيست أدجاموسي على موقع ليكيب (الفرنسية)
- أنيست أدجاموسي على موقع ناشيونال فوتبول تيمز (الإنجليزية)
- أنيست أدجاموسي على موقع Soccerway.com (الإنجليزية)
- أنيست أدجاموسي على موقع عالم كرة القدم.نت (الإنجليزية)
- أنيست أدجاموسي على موقع كووورة